# ویلمستات
ویلمستات (به هلندی: Willemstad) یک شهر، پایتخت و زیستگاه انسانی در کوراسائو است.این مکان در سال ۱۹۹۷ در فهرست میراث جهانی یونسکو به ثبت رسید.

## خصوصیات
ویلمستات ۱۵۰٬۰۰۰ نفر جمعیت دارد.

## خواهرخوانده
شهر آمستردام خواهرخواندهٔ ویلمستات هست.